# Josef Řehoř
Josef Řehoř (Blatná, 22 februari 1885 – Praag, 20 mei 1960) was een Boheems componist en dirigent.

## Levensloop
Řehoř studeerde vanaf 1901 aan het conservatorium te Wenen. Hij was lid van militaire muziekkapellen in Jaroslav (Galicië (Oost-Europa)), Wenen, Triëst en Zagreb, toen nog Agram geheten. In de laatstgenoemde stad studeerde hij muziektheorie en compositie bij F. Lhotka. Na de militaire dienst werd hij theaterkapelmeester en kreeg een baan in Zagreb, Boedapest en Bratislava. Vervolgens werd hij militaire kapelmeester van het Regiment van de Koninklijke Garde te Belgrado. Hij was dirigent van stedelijke harmonieorkesten in Gospić en Sušak. Na het einde van de Eerste Wereldoorlog werd hij in Praag kapelmeester van verschillende theaterorkesten. 
Řehoř schreef als componist meer dan 300 werken, waarvan het merendeel marsen. 

## Composities

### Werken voor harmonieorkest
- České děti, mars
- Cestička z bílých růží, wals
- Dva kováři v městě, mars
- Sojčí pírko, polka
- Slavíček Pochod, mars
- Staří kamarádi, mars
- Triumf, mars
- Vítězný, mars
- Závodní, mars